# Cantó de Sainte-Suzanne (illa de la Reunió)
El cantó de Sainte-Suzanne és un cantó de l'illa de la Reunió, regió d'ultramar francesa de l'oceà Índic. Correspon a la comuna de Sainte-Suzanne.

## Història
| Data d'elecció | Identitat        | Partit |
| -------------- | ---------------- | ------ |
| 2004 - 2009 -  | Maurice Gironcel | PCR    |
| 2009 -         | Daniel Alamelou  | PCR    |